# Bataille d'Auray (1795)
Pour les articles homonymes, voir Bataille d'Auray.
Chouannerie
Batailles
La bataille d'Auray se déroule le 29 juin 1795, au cours de l'expédition de Quiberon, pendant la Chouannerie. Elle s'achève par la victoire des chouans, qui repoussent une attaque des républicains sur la ville d'Auray. Celle-ci est cependant abandonnée le lendemain et reprise sans combat par les républicains. 

## Prélude
Le 28 juin 1795, au lendemain du débarquement des émigrés à Carnac, les chouans de la division de Paul Alexandre du Bois-Berthelot, forts de 2 000 à 3 000 hommes,, prennent possession de la ville d'Auray, où 400 gardes nationaux menés par le notaire Glain font défection pour rallier les rangs des royalistes,. Malgré ce succès, les chouans s'inquiètent bientôt de l'absence des troupes émigrées qui devait venir les soutenir en occupant la commune de Locoal-Mendon, à une dizaine de kilomètres au nord-ouest. Estimant que le mécontentement et le découragement de ses troupes risqueraient d'entraîner une déroute en cas d'attaque républicaine, Bois-Berthelot préfère abandonner la ville pour se replier sur Locmariaquer. Informé de ce mouvement dans la soirée du 28, le général Joseph de Puisaye donne aussitôt l'ordre à d'Hervilly d'envoyer 400 soldats émigrés à Locoal-Mendon et à Bois-Berthelot de reprendre Auray et de s'y maintenir,.
De leur côté, les républicains profitent de l'inaction des royalistes pour tenter de reprendre l'initiative. Le matin du 29 juin, 1 000 hommes commandés par le chef d'escadron Guérin occupent Sainte-Anne-d'Auray, au nord-est d'Auray, tandis que 700 hommes menés par l'adjudant-général Vernot-Dejeu prennent sans combattre le château de Pont-Sal, à l'est d'Auray,. Le général en chef Lazare Hoche mène quant à lui une reconnaissance sur Baden avec 360 hommes avant d'aller rejoindre la colonne de Vernot-Dejeu, pour ensuite se porter sur Auray,,.  

## Déroulement
Une heure avant la tombée de la nuit, l'avant-garde républicaine pénètrent dans la ville par le port de Saint-Goustan,. Peu après, les chouans de Bois-Berthelot entrent également à Auray par le côté opposé.
Selon le récit laissé par Joseph de Puisaye dans ses mémoires, les chouans chargent l'avant-garde républicaine et la mettent en fuite. Le capitaine Jean-Marie Hermely se lance à sa poursuite avec 250 hommes avant de reculer sur la route de Vannes, face au gros des troupes de Hoche. Celui-ci se remet alors en marche, attaque le pont de Saint-Goustan et met en fuite ses défenseurs. Les républicains établissent ensuite leur pièce d'artillerie sur le pont et tirent à la mitraille sur les chouans. Cependant le capitaine Hermely, posté en embuscade dans un petit retranchement à 80 pas du pont, fait découvrir ses hommes qui ouvrent le feu sur les républicains. Ces derniers battent alors en retraite en emportant leur canon. 
Hoche donne quant à lui peu d'informations sur le déroulement du combat dans ses rapports. Il écrit avoir investi le pont Saint-Goustan mais affirme que son objectif n'était que de mener une mission de reconnaissance et que ses troupes avaient ordre de ne pas pénétrer dans Auray,. Il indique que son canon a fait « grand feu » vers dix heures du soir, et que les combats ont duré deux heures. 

## Pertes
Dans ses mémoires, Joseph de Puisaye écrit que les pertes des royalistes sont de deux tués et quatre blessés, dont deux officiers et Bois-Berthelot, touché par une balle au bras au commencement de l'action. Il affirme que les républicains laissent « quelques morts, quelques blessés, et un plus grand nombre de prisonniers », qui sont soignés ou incorporés à leurs demandes dans les rangs royalistes.
Le général Lazare Hoche écrit quant à lui aux officiers municipaux de Vannes, au lendemain du combat, que ses pertes sont de 18 hommes, « savoir 3 ou 4 tués, 12 blessés la plupart légèrement et 3 hommes pris dans Auray »,.
Un journal de la République batave, Les Nouvelles extraordinaires de divers endroits, fait quant à lui mention d'une perte de 12 morts et 16 ou 18 blessés pour les forces de Hoche, contre « quelques hommes » de tués du côté des « brigands ».
Les officiers municipaux de Vannes font cependant part de leurs inquiétudes à Hoche à propos d'une déclaration d'un officier de santé nommé Bruno ayant fait état de 300 à 400 soldats républicains tués,,. Hoche répond le lendemain en démentant ce bilan,.

## Suites
Après le combat, Hoche regagne le château de Pont-Sal  à minuit et demi et donne l'ordre au chef d'escadron Guérin de venir l'y rejoindre avec sa colonne,. Il fait ensuite reposer ses troupes de trois heures à neuf heures du matin, avant de se replier sur Luscanen, aux abords de Vannes,.
Selon Puisaye, les chouans reçoivent un bon accueil de la part de la population d'Auray,, mais les émigrés n'arrivent à Locoal-Mendon qu'à six heures du soir, soit avec quatorze heures de retard, et négligent d'en apporter la nouvelle à Auray. Les chouans s'en alarment à nouveau et, persuadés d'être trahis, ils abandonnent Auray pour la seconde fois et se retirent sur le poste du tumulus Saint-Michel, près de Carnac. Boisberthelot est incapable de les retenir et cède son commandement à son second, Jean-Baptiste d'Allègre de Saint-Tronc, en raison de sa blessure. D'après Puisaye, « le mécontentement était extrême parmi les insurgés, et leurs chefs le partageaient ».
Le 30 juin, à huit heures du matin, 2 500 républicains commandés par l'adjudant-général Josnet de Laviolais reprennent possession de la ville d'Auray,. Josnet laisse 800 hommes sur place puis arrive à Vannes le même jour,,,.